# Aniko Janosi
Aniko Janosi (Budapest, Hungría, 8 de agosto de 1942) fue una gimnasta artística húngara, ganadora de una medalla de bronce olímpica en 1964 y una medalla de bronce en el Mundial de 1962.
En el Mundial celebrado en 1962 en Praga ganó la medalla de bronce en la viga de equilibrio, quedando situada en el podio tras la checoslovaca Eva Bosáková y la soviética Larisa Latynina (plata). Dos años después, en los JJ. OO. de Tokio 1964 volvió a ganar una medalla de bronce, pero en esta ocasión en el ejercicio de suelo.